# San Ysidro Transit Center
San Ysidro Transit Center es una estación del Trolley de San Diego localizada en San Ysidro, San Diego, California funciona con la línea Azul. Esta es la última estación de la línea Azul, mientras que la estación norte es la estación Beyer Boulevard.

## Zona
La estación se encuentra localizada entre San Ysidro Boulevard y Caracol Zona del Río cerca del centro comercial Las Americas Premium Outlets.

## Conexiones
Las líneas de buses que sirven a esta estación son los autobuses de las Rutas 929 y 932.